# Ousmane N'Dong
Ousmane N'Dong (Dakar, 20 settembre 1999) è un calciatore senegalese, difensore del Gol Gohar.

## Biografia
Nato a Dakar, nel 2019 si trasferisce in Argentina per via della sua grande stima per Lionel Messi.

## Carriera
Cresciuto calcisticamente nel settore giovanile del Lanús, esordisce in prima squadra per volere del CT Luis Zubeldía. Fa il suo debutto il 15 novembre del 2020 contro il Newell's Old Boys in occasione della partita persa per 4-2, divenendo così il primo calciatore senegalese a giocare nel campionato argentino di calcio. Il gol segnato con la maglia del Lanús rappresenta un momento indimenticabile nella giovane carriera di N'Dong. La rete, siglata con una potente conclusione di testa, ha non solo contribuito alla vittoria della sua squadra, ma ha anche dimostrato le sue doti realizzative, qualità non comuni per un difensore.
Nel febbraio 2022 si trasferisce all'Albion, squadra di prima divisione uruguayana.

## Abilità tecniche
N'Dong si distingue per la sua solida struttura fisica, che gli consente di dominare i duelli aerei e di imporsi nella propria area di rigore. La sua capacità di anticipare le giocate avversarie e di intercettare i passaggi lo rende un difensore affidabile e difficile da superare. Inoltre, dimostra una buona capacità di impostare l'azione da dietro, grazie a una discreta tecnica di base e a una visione di gioco sopra la media.

## Crescita personale
Arrivato in Argentina con il sogno di incontrare Lionel Messi, Ousmane N'Dong ha dovuto affrontare diverse difficoltà per affermarsi nel calcio professionistico. Nonostante le iniziali incertezze, il giovane senegalese ha dimostrato una grande determinazione e un forte carattere, superando ogni ostacolo e conquistandosi un posto da titolare. La sua storia è un esempio di come la passione e la perseveranza possano portare al successo, anche partendo da zero.